# Euronorm
Die Euronormen – nur etwa 100 Stück – wurden seit den 1950er Jahren von der Europäischen Gemeinschaft für Kohle und Stahl herausgegeben, um den Warenverkehr zwischen den 6 Mitgliedstaaten zu regeln. Der Name wird offiziell in Großbuchstaben geschrieben (EURONORM). Inhaltlich betrafen die Euronormen vor allem technische Lieferbedingungen und Prüfverfahren für Stähle und Halbfertigprodukte aus Stählen. Mittlerweile sind alle Euronormen zurückgezogen; sie werden jedoch häufig in den Erstausgaben von EN-Normen als Vorläufer zitiert.
Teilweise finden sich Abdrucke in den DIN-Taschenbüchern 4, 155, 401 bis 405; in den Inhaltsverzeichnissen dort sind sie statt mit „EURONORM xy“ mit „EU xy“ aufgeführt.
| Norm             | Ausgabe | Titel; Hinweis |
| ---------------- | ------- | --- |
| EURONORM 1       | 1955-02 | Roheisen und Ferrolegierungen; ersetzt durch EURONORM 1 : 1981-04 |
| EURONORM 1       | 1981-04 | Begriffsbestimmung und Einteilung von Roheisen; ersetzt durch DIN EN 10001 : 1991-03 |
| EURONORM 2       |         | Zugversuch an Stahl |
| EURONORM 3       |         | Härteprüfung nach Brinell für Stahl |
| EURONORM 4       |         | Härteprüfung nach Rockwell für Stahl |
| EURONORM 5       | 1979-03 | Härteprüfung nach Vickers für Stahl |
| EURONORM 6       | 1955-04 | Faltversuch für Stahl |
| EURONORM 9       | 1955-10 | Vergleichszahlen für Bruchdehnungswerte bei Stahl; zurückgezogen November 2005 |
| EURONORM 11      |         | Zugversuch an Stahlblechen unter 3 mm |
| EURONORM 17      |         | Walzdraht aus üblichen unlegierten Stählen zum Ziehen; Maße und zulässige Abweichungen |
| EURONORM 18      | 1979-03 | Entnahme und Vorbereitung von Probenabschnitten und Proben aus Stahl und Stahlerzeugnissen |
| EURONORM 19      | 1957    | IE-Träger; I-Träger mit parallelen Flanschen |
| EURONORM 20      | 1974-09 | Halbzeug zum Schmieden aus allgemeinen Baustählen – Gütevorschriften; frühere Ausgabe 1969-04; zurückgezogen November 2005                                                                        |
| EURONORM 21      |         | Allgemeine technische Lieferbedingungen für Stahl und Stahlerzeugnisse |
| EURONORM 22      |         | Ermittlung und Nachweis der Streckgrenze von Stahl bei höherer Temperatur |
| EURONORM 24      | 1962    | Schmale I-Träger, U-Stahl; zulässige Abweichungen |
| EURONORM 27      |         | Kurzbenennung von Stählen |
| EURONORM 45      |         | Kerbschlagbiegeversuch an einer beidseitig aufliegenden Spitzkerbprobe |
| EURONORM 48      | 1984    | Warmgewalzter Bandstahl; zulässige Maß- und Formabweichungen |
| EURONORM 52      |         | Begriffe der Wärmebehandlung von Eisenwerkstoffen |
| EURONORM 53      | 1962    | Warmgewalzte breite I-Träger (Breitflanschträger) mit parallelen Flanschflächen |
| EURONORM 54      | 1980    | Warmgewalzter kleiner U-Stahl |
| EURONORM 55      | 1980    | Warmgewalzter gleichschenkliger rundkantiger T-Stahl |
| EURONORM 56      | 1977    | Warmgewalzter gleichschenkliger rundkantiger Winkelstahl |
| EURONORM 57      | 1978    | Warmgewalzter ungleichschenkliger rundkantiger Winkelstahl |
| EURONORM 58      | 1978    | Warmgewalzter Flachstahl für allgemeine Verwendung |
| EURONORM 59      | 1978    | Warmgewalzter Vierkantstahl für allgemeine Verwendung |
| EURONORM 60      | 1979    | Warmgewalzter Rundstahl für allgemeine Verwendung |
| EURONORM 61      | 1982    | Warmgewalzter Sechskantstahl |
| EURONORM 65      | 1980    | Warmgewalzter Rundstahl für Schrauben und Niete |
| EURONORM 66      | 1967    | Warmgewalzter Halbrund- und Flachhalbrundstahl |
| EURONORM 67      | 1978    | Warmgewalzter Wulstflachstahl |
| EURONORM 79      |         | Einteilung und Benennung von Stahlerzeugnissen nach Formen und Abmessungen |
| EURONORM 89      | 1971-09 | Legierte Stähle für warmgeformte vergütbare Federn; Gütevorschriften; ersetzt durch DIN EN 10089 : 2002-12                                                                                        |
| EURONORM 91      | 1981-11 | Warmgewalzter Breitflachstahl; Zulässige Maß-, Form- und Gewichtsabweichungen |
| EURONORM 95      | 1979-02 | Hitzebeständige Stähle, Technische Lieferbedingungen |
| EURONORM 96      | 1979    | Werkzeugstähle; Technische Lieferbedingungen |
| EURONORM 103     | 1971    | Mikroskopische Ermittlung der Ferrit- oder Austenitkorngröße von Stählen |
| EURONORM 104     | 1970-06 | Ermittlung der Entkohlungstiefe von unlegierten und niedrig legierten Baustählen |
| EURONORM 105     | 1971-12 | Ermittlung der Einsatzhärtungstiefe |
| EURONORM 108     |         | Runder Walzdraht aus Stahl für kaltgeformte Schrauben; Maße und zulässige Abweichungen |
| EURONORM 115     |         | Sicherheit von Fahrtreppen und Fahrsteigen |
| EURONORM 120     | 1983-02 | Bleche und Band aus Stahl für geschweißte Gasflaschen |
| EURONORM 137 T1  | 1983-03 | Bleche und Breitflachstahl aus vergüteten schweißgeeigneten Feinkornbaustählen; Technische Lieferbedingungen; Allgemeine Festlegungen                                                             |
| EURONORM 137 T2  | 1983-03 | Bleche und Breitflachstahl aus vergüteten schweißgeeigneten Feinkornbaustählen; Technische Lieferbedingungen; Ergänzende Festlegungen für Bleche und Breitflachstahl für den allgemeinen Stahlbau |
| EURONORM 145     | 1978-10 | Weißblech und Feinstblech in Tafeln; Sorten, Maße und zulässige Abweichungen |
| EURONORM 153     | 1980-12 | Kaltgewalztes feuerverbleites Flachzeug (Terneblech und -band) aus weichen unlegierten Stählen für Kaltumformung; Technische Lieferbedingungen                                                    |
| EURONORM 154     | 1980-12 | Feueraluminiertes Band und Blech aus weichen unlegierten Stählen für Kaltumformung; Technische Lieferbedingungen                                                                                  |
| EURONORM 160     | 1985    | Ultraschallprüfungen von Stahlblechen mit Dicker größer oder gleich 6 mm (Reflexionsverfahren) |
| EURONORM 162     | 1981    | Kaltprofile; Technische Lieferbedingungen |
| EURONORM 163     |         | Lieferbedingungen für die Oberflächenbeschaffenheit von warmgewalztem Blech und Breitflachstahl                                                                                                   |
| EURONORM 164     |         | Flacherzeugnisse aus Stahl mit vorgeschriebenen Eigenschaften in Dickenrichtung; Technische Lieferbedingungen                                                                                     |
| EURONORM 168     | 1986-12 | Inhalt von Bescheinigungen über Werkstoffprüfungen für Stahlerzeugnisse |
| EURONORM 182     | 1986-12 | Chemische Analyse von Eisen- und Stahlwerkstoffen; Bestimmung von Titan in Stahl; Photometrisches Verfahren                                                                                       |
| EURONORM 186     | 1987    | Ultraschallprüfung von I-Profilen mit breiten und mittelbreiten (IPE) parallelen Flanschen |
| Mitteilung Nr. 2 | 1983-09 | Schweißgeeignete Feinkornbaustähle; Hinweise für die Bearbeitung, besonders das Schweißen |